# Dinastia Triệu
 La dinastia Triệu (in vietnamita: Nhà Triệu; 家趙) governò il regno di Nányuè/Nam Việt, che consisteva di aree oggi appartenenti alla Cina meridionale e al Vietnam settentrionale. La sua capitale era Panyu, nella moderna Guangzhou. Il fondatore della dinastia, chiamato Triệu Đà o Zhao Tuo, era un governatore militare per l'Impero Qin. Egli affermò la sua indipendenza nel 207 a.C. mentre la dinastia Qin stava crollando. L'élite al potere includeva sia l'etnia cinese che quella nativa Yue ed incoraggiava matrimoni misti e assimilazioni. Triệu Đà conquistò lo stato vietnamita di Âu Lạc e guidò una coalizione di stati Yuè in una guerra contro l'Impero Han, che si stava espandendo verso sud. I sovrani successivi ebbero meno fortuna e gli Han conquistarono il regno nel 111 a.C.

## Storiografia
Lo studioso Huang Zuo produsse la prima storia dettagliata pubblicata di Nam Việt nel XV secolo. Gli storici cinesi hanno generalmente descritto i Triệu come separatisti della dinastia Han (206 a.C. - 220 d.C.), ma li hanno anche loggiati come una forza civilizzatrice. Una denuncia particolarmente severa fu prodotta dal poeta Qu Dajun nel 1696. Qu elogiò Qin Shi Huang come modello per sostenere la purezza della cultura cinese e paragonò Triệu Đà sfavorevolmente all'imperatore.  Una visione più positiva del multiculturalismo di Triệu fu presentata da Liang Tíngnan in Nányuè Wŭ Wáng Chuán (Storia dei cinque re di Nanyue) nel 1833.  I cantonesi si riferiscono a se stessi come Yuht, la pronuncia cantonese di Yuè/Việt. Nei tempi moderni, il personaggio 粵 (yuè) si riferisce al cantonese mentre 越 (yuè) si riferisce al vietnamita. Ma storicamente, questi due personaggi erano intercambiabili.
Gli storici vietnamiti hanno in parte considerato i Triệu come fondatori del Vietnam oppure li hanno descritti come invasori stranieri. Per secoli Triệu Đà fu un eroe popolare tra i Viet e fu ricordato per aver resistito all'Impero Han. Dopo che Lý Bí cacciò i cinesi dal nord del Vietnam, si auto proclamò "imperatore di Nam Việt" (Nam Việt đế) nel 544, identificando così il suo stato come un risveglio della dinastia Trieu, nonostante ovvie differenze in termini di posizione e composizione etnica. Nel XIII secolo, Lê Văn Hưu scrisse una storia del Vietnam che usò la dinastia Triệu come punto di partenza, con Triệu Đà che ricevette elogi brillanti come primo imperatore del Vietnam. Nel XVIII secolo, Ngô Thì Sĩ rivalutò Triệu Đà come invasore straniero.  Sotto la dinastia Nguyễn, Triệu continuò a ricevere elogi, sebbene fosse riconosciuto che l'originale Nam Việt non era in realtà uno stato vietnamita.  L'attuale governo comunista del Vietnam considera Triệu Đà negativamente come un invasore straniero che ha sconfitto l'eroico re An Dương del Vietnam nonostante ci sia una campagna per riconsiderare il ruolo di Zhao Tuo a causa delle tensioni che sorgono tra Vietnam e Cina.  I vietnamiti moderni discendono dagli antichi Yue del Vietnam del Nord e del Guangdong occidentale, secondo Peter Bellwood.

## Triệu ĐàoZhao Tuo
Triệu Đà (204-136 aC), il fondatore della dinastia, è stato un cinese etnico nato nel Regno di Zhao, ora provincia di Hebei. Divenne governatore militare di Nanhai (ora Guangdong) dopo la morte del governatore Ren Xiao nel 208 a.C., proprio mentre l'Impero Qin stava crollando. Il governatore del Canton Qin consigliò a Triệu di fondare il suo regno indipendente poiché l'area era remota e c'erano molti coloni cinesi nell'area. Ha proclamò l'indipendenza di Nanhai e si dichiarò re di Nam Việt nel 204 a.C., regno stabilito nella zona di Lingnan, nelle moderne province di Guangdong, Guangxi, Hunan meridionale, Jiangxi meridionale e altre aree vicine. Governò Nam Việt e commise atti di sfida contro l'imperatore Gaozu di Han recidendo tutti i legami con la Cina e uccidendo molti ufficiali cinesi nominati dal governo centrale. Favorì inoltre molto le usanze locali.  Essendo un talentuoso diplomatico e un generale astuto, cercò una relazione pacifica con la Cina, sia con l'Impero Qin che con il successivo Impero Han.
Nel 196 a.C., l'imperatore Gaozu mandò lo studioso Lu Jia alla corte di Triệu Đà. Dopo che Lu minacciò un attacco militare Han su Nam Việt, Triệu Đà si scusò e riconobbe Triệu Đà come "re di Yue".  Fu raggiunto un accordo che permise il commercio legale tra l'Impero Han e Nam Việt, poiché la gente di Nam Việt era ansiosa di acquistare ferro dalla Cina. Quando Lu tornò a Chang'an, l'imperatore Gaozu fu molto contento di questo risultato.
Lü Zhi, l'imperatrice vedova Han, vietò il commercio con Nam Việt nel 185 a.C.  Triệu Đà rispose dichiarandosi imperatore e attaccando alcune città di confine.  Il suo status imperiale fu riconosciuto dai Minyue, Ou occidentale (Âu Việt) e Luolou . L'esercito inviato contro Nam Việt dall'imperatrice Lü fu devastato da un'epidemia di colera. Quando Triệu si riconciliò con l'Impero Han nel 180 a.C., inviò un messaggio di scuse all'imperatore Wu di Han   accettando di riconoscere il sovrano Han come unico imperatore.

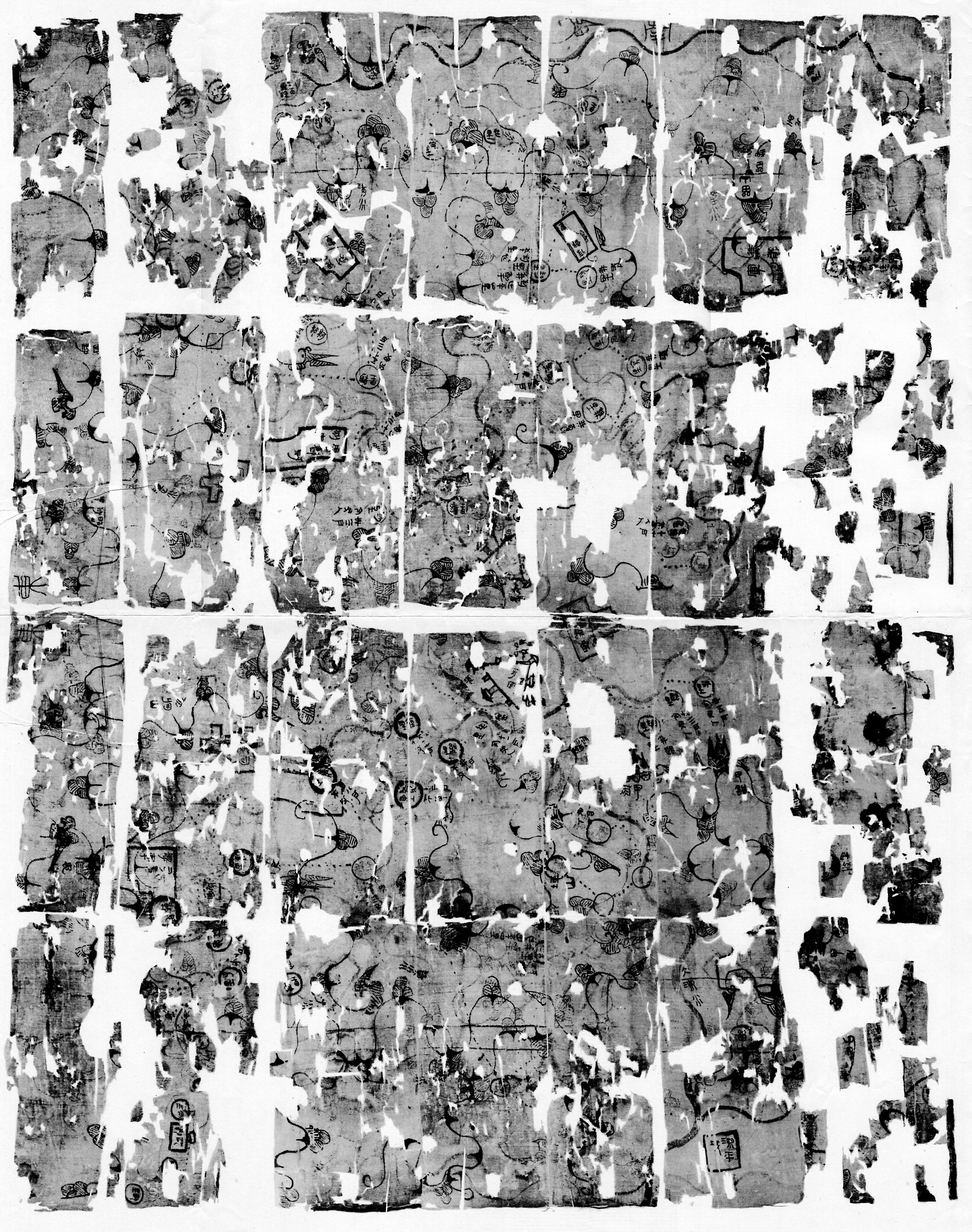
La mappa trovata nella Tomba 3 del sito delle tombe Han di Mawangdui, che segna le posizioni delle guarnigioni militari Han impiegate in un attacco contro Nanyue nel 181 a.C.

La pace significava che Nam Việt perse la sua autorità imperiale sugli altri stati Yue. Il suo impero precedente non era stato basato sulla supremazia, ma era invece una struttura per un'alleanza militare in tempo di guerra contraria agli Han. L'esercito che Triệu Đà aveva creato per opporsi agli Han era ora disponibile per schierarsi contro il regno Âu Lạc nel nord del Vietnam.  Questo regno fu conquistato nel 179-180 a.C.  Triệu Đà divise il suo regno in due regioni: Cửu Chân e Giao Chỉ . Giao Chỉ ora comprende gran parte del Vietnam del Nord. permise ad ogni regione di avere rappresentanti al governo centrale, quindi la sua amministrazione era abbastanza rilassata e sembrava, almeno apparentemente, abbastanza decentralizzata. Tuttavia, il controllo totale era effettivo. Al tempo della morte di Triệu Đà nel 136 a.C., aveva governato per più di 70 anni ed era sopravvissuto ai suoi figli.
Nel moderno Vietnam, Triệu Đà è ricordato come un personaggio della "Leggenda della balestra magica". Secondo questa leggenda, Trong Th, il figlio di Triệu, sposò Mỵ Châu, figlia del re An Dương di Âu Lạc, e usò il suo amore per rubare il segreto della balestra magica di An Dương.

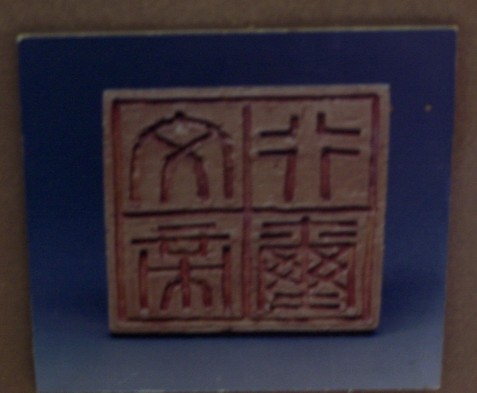
Sigillo dell'Imperatore Văn, secondo sovrano della dinastia Triệu. La scritta dice: "Sigillo dell'imperatore Wén".

## Triệu MạtoZhao Mo
Triệu Đà morì nel 136 a.C. e gli successe il nipote Triệu Mạt, che prese il nome templare di Triệu Văn Đế. Triệu Mạt era il figlio di Trọng Thủy e Mỵ Châu, secondo la leggenda della balestra magica. All'epoca aveva 71 anni. Nel 135 a.C., i Minyue attaccarono e Triệu Văn richiese l'assistenza dell'Impero Han. L'imperatore Wu si offrì di "aiutare" inviando il suo esercito, apparentemente per reprimere l'assistenza di Nam Việt, ma eventualmente anche per conquistare il paese in caso si presentasse un'occasione. Il principe ereditario Triệu Anh Tề fu mandato a vivere e studiare nella corte di Hàn.  Il re lo prese come un gesto di buona volontà dall'imperatore, che considerava un fratello,     per rafforzare il rapporto tra Han e Nam Việt. Triệu Mạt morì nel 124 a.C. Il suo mausoleo è stato trovato a Guangzhou nel 1983.

## Triệu Anh TềoZhao Yingqi
Triệu Anh Tề (124–112 a.C.) divenne il principe ereditario quando morì suo padre, Triệu Vǎn Vương. La nomina di Triệu Anh Tề alla posizione di Triệu Minh Vương  ("Re Ming di Zhao") fu un gesto conciliante per l'imperatore a Chang'an in segno di rispetto. Questo principe incoronato, Triệu Anh Tề, visse gran parte della sua vita in Cina. In Cina aveva generato un figlio da con una donna cinese soprannominata Cù. secondo una storia popolare, era la figlia dell'Imperatore Wu . Chiamò il figlio Triệu Hưng. Solo quando suo padre, l'imperatore Văn, morì, Triệu Anh Tề ricevette il permesso di tornare a casa per il funerale di suo padre. Questo successe nel 124 a.C. Triệu Anh Tề salì al trono come re Minh. Non si sa molto del regno di Re Minh, probabilmente perché fu breve e fu sottomesso all'imperatore Han. Suo figlio di origini cinesi, Triệu Hưng, aveva circa 6 anni quando morì il re Minh. Grazie all'estrema giovinezza di Triệu Hưng, sua madre Cù divenne l'imperatrice.
La morte di re Minh fece precipitare gli eventi che avrebbero portato al dominio su Nam Việt da parte delle forze di Hán

## Triệu HưngoZhao Xing

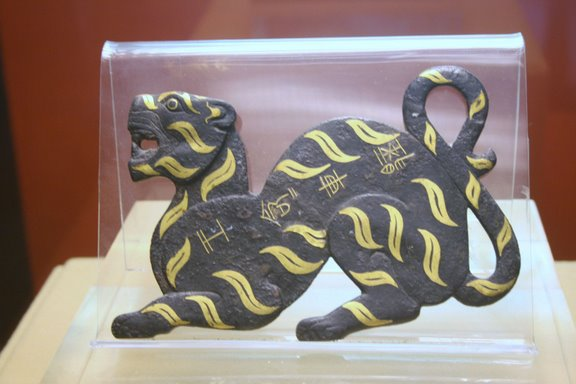
Una tigre hufu realizzata in bronzo con intarsi in oro, rinvenuta nella tomba del re di Nanyue (a Guangzhou), II secolo a.C., durante l'era della Cina occidentale Han.

Triệu Hưng (r. 113-112 a.C.), appena 6 anni, salì al trono e adottò il nome temprare di Triệu Ai Vương (趙 哀王Zhao Ai Wang, "Re Ai di Zhao"). Poco dopo, l'imperatore Wu degli Han convocò lui e sua madre Cù per rendere omaggio alla corte di Hán. Gli Han sostenevano Cù e il re Ai con il pretesto che il giovane re aveva bisogno della loro protezione. Acconsentendo a questo gesto, sia l'imperatrice vedova che il giovane imperatore diedero pubblicamente l'impressione di essere solo burattini nelle mani della corte Hán.
Con il re Ai nelle loro mani e la regina vedova decapitata, i cinesi prepararono il loro esercito per un'invasione. Nel 112 a.C., l'imperatore inviò due dei suoi comandanti, Lu Bode e Yang Pu , insieme a 5.000 dei suoi migliori soldati per invadere Nam Việt.

## Triệu Kiến ĐứcoZhao Jiande
Il primo ministro di Nam Việt Lữ Gia mandò l'esercito per scontrarsi con gli Hán al confine e per respingere l'invasione. L'esercito era forte, ma di numero inferiore. Nel frattempo, all'interno del paese, si sparse la voce che il re Ai era nelle mani dell'imperatore Han. I Viet temevano che se avessero resistito, il loro re avrebbe comunque subito delle conseguenze. Il paese era ora in uno stato di caos. Quando gli Han cominciarono ad inviare sempre più rinforzi al confine, l'esercito di Nam Việt non fu più in grado di mantenere la propria posizione. Gia si accorse dunque che Nam Việt doveva avere un nuovo re per calmare la sua gente e suscitare il patriottismo necessario per combattere. Triệu Kiến Ðức, il figlio maggiore del re Minh, proveniente da una delle sue concubine, prese l'onere di condurre il suo popolo in guerra. Triệu Kiến Ðức prese il titolo di Triệu Dương Vương (Zhao Yang Wang) (c.111 a.C.).

## Declino della dinastia
Han Wudi, imperatore degli Han, inviò sempre più soldati contro Nam Việt. Con il re troppo giovane e inesperto e alla guida di un esercito inesperto, per quanto coraggioso, Nam Việt riuscì a mantenere la roccaforte solo per un po'. Gli Hán schiacciarono l'esercito di Nam Việt insieme a Lữ Gia e al suo re (Triệu Dương Vương); entrambi resistettero fino alla fine. La guerra probabilmente durò fino al 98 a.C.
Dopo la caduta di Panyu, Tây Vu Vương (il reggente dell'area di Tây Vu di cui il centro è Cổ Loa) si ribellò contro la prima dominazione cinese della dinastia Han occidentale. Fu ucciso dal suo assistente Hoàng Đồng (黄 同).
Successivamente, Nam Việt come prefettura di Giao Chỉ (Jiaozhi) dell'Impero Han, fu diviso in nove distretti. La dinastia Han avrebbe dominato Jiaozhi fino alla rivolta delle sorelle Trưng, avvenuta nel 40.

## Cultura Nam Việt/Nanyue
C'è stata una fusione delle culture Han e Yue in modi significativi, come dimostrano i manufatti portati alla luce dagli archeologi dalla tomba di Nanyue a Guangzhou. La tomba imperiale di Nanyue a Guangzhou è estremamente ricca. Esistono numerosi bronzi che mostrano influenze culturali delle regioni Han, Chu, Yue e Ordos.

## Galleria d'immagini

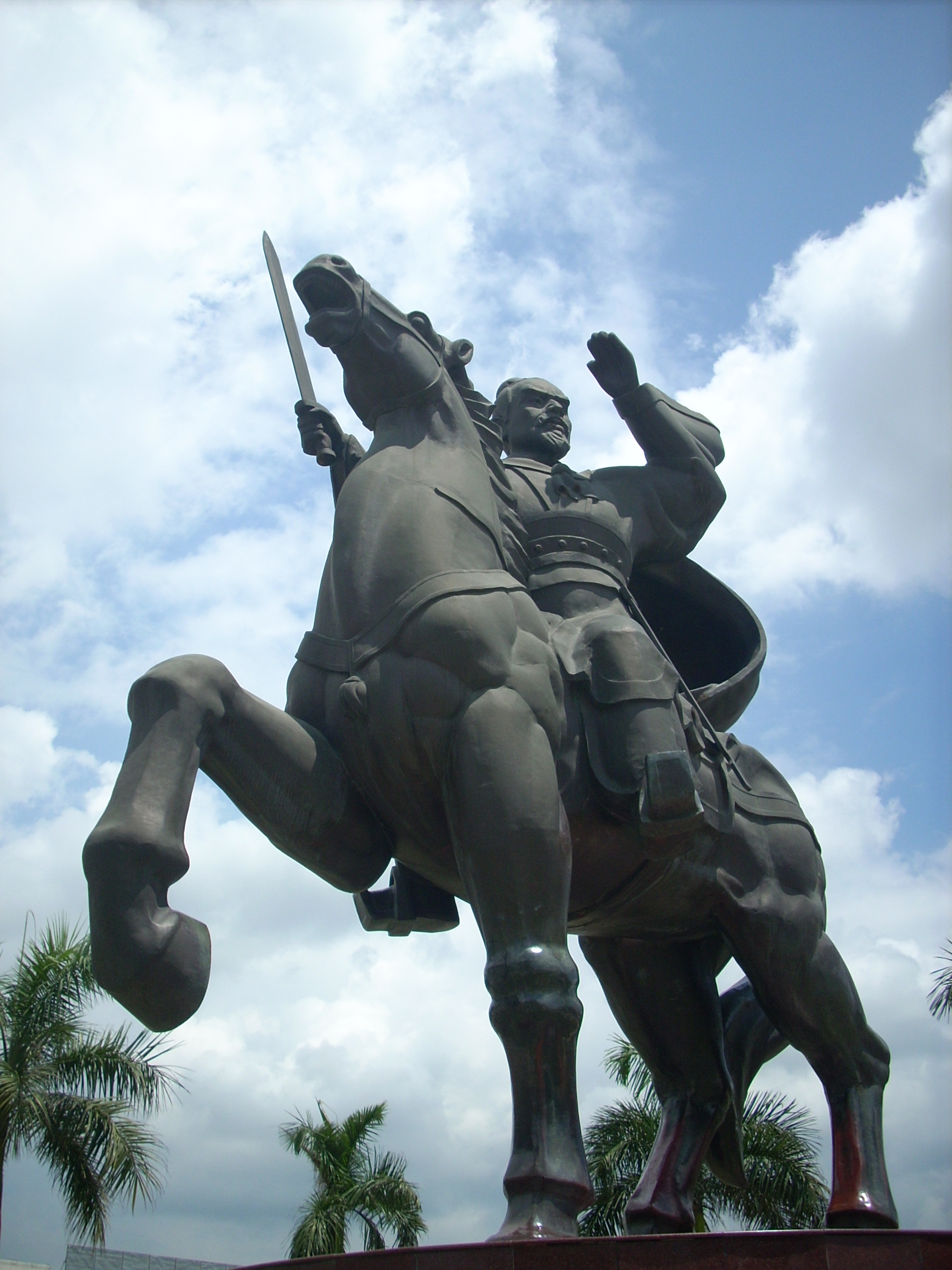
Stato del re Triệu Đà (Zhao Tuo)
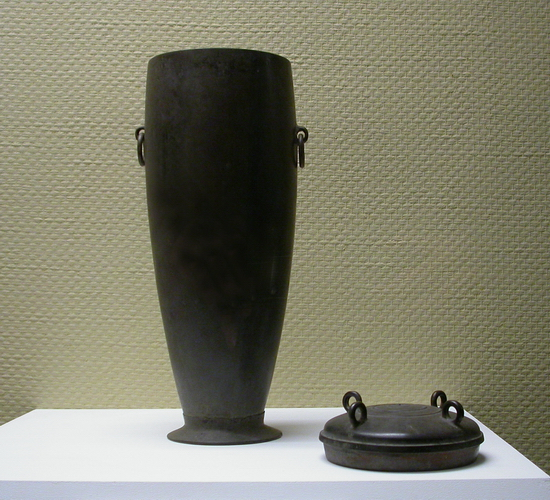
Vaso per vino in bronzo
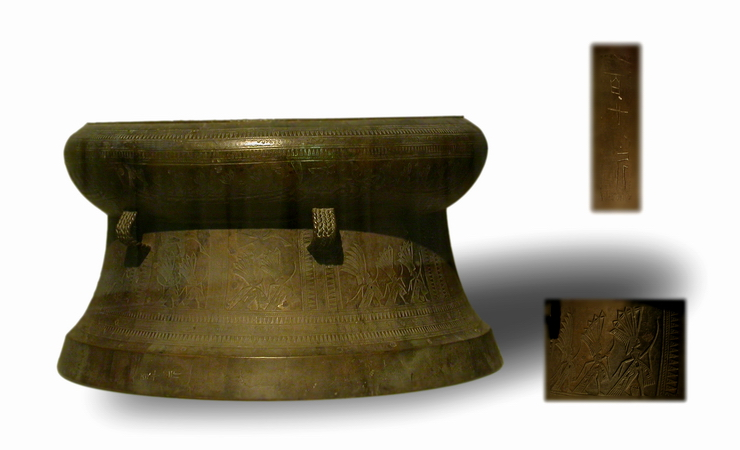
Ơông Sơn tamburo di bronzo
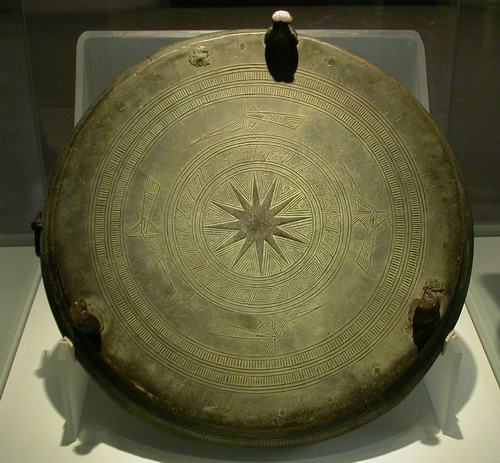
Disco di bronzo
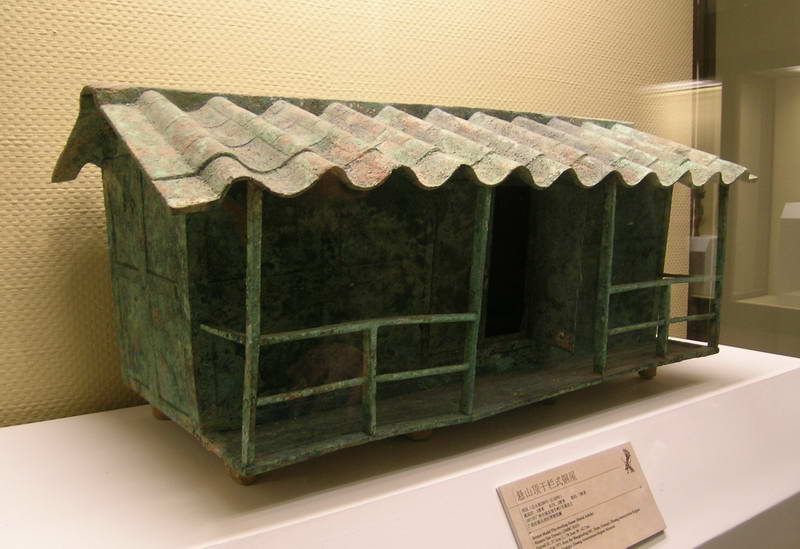
Modello di casa in bronzo
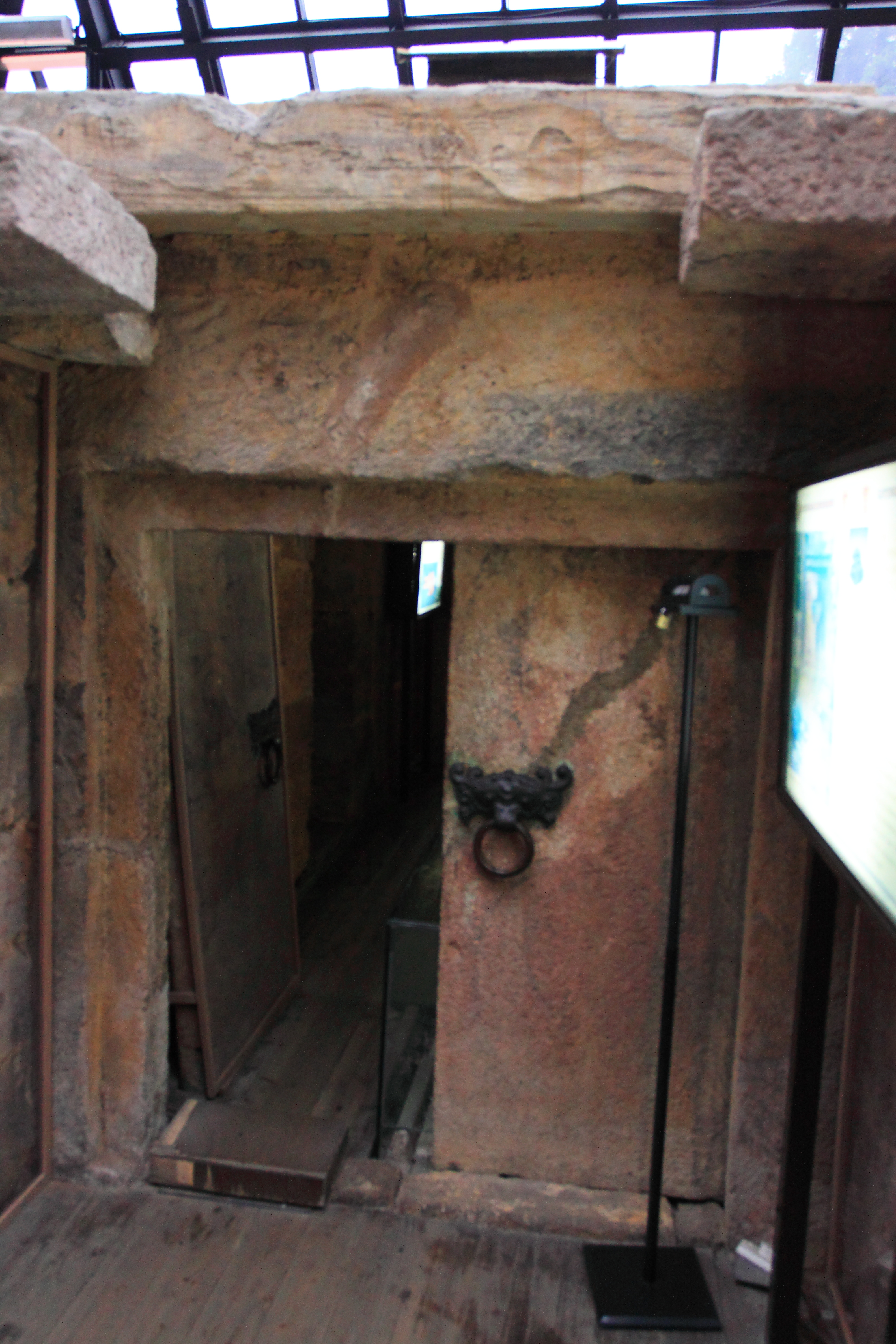
Mausoleo del re Triệu Mạt (Zhao Mo)
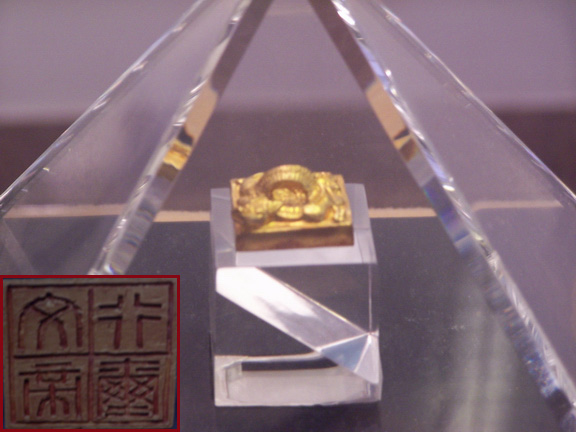
Sigillo d'oro
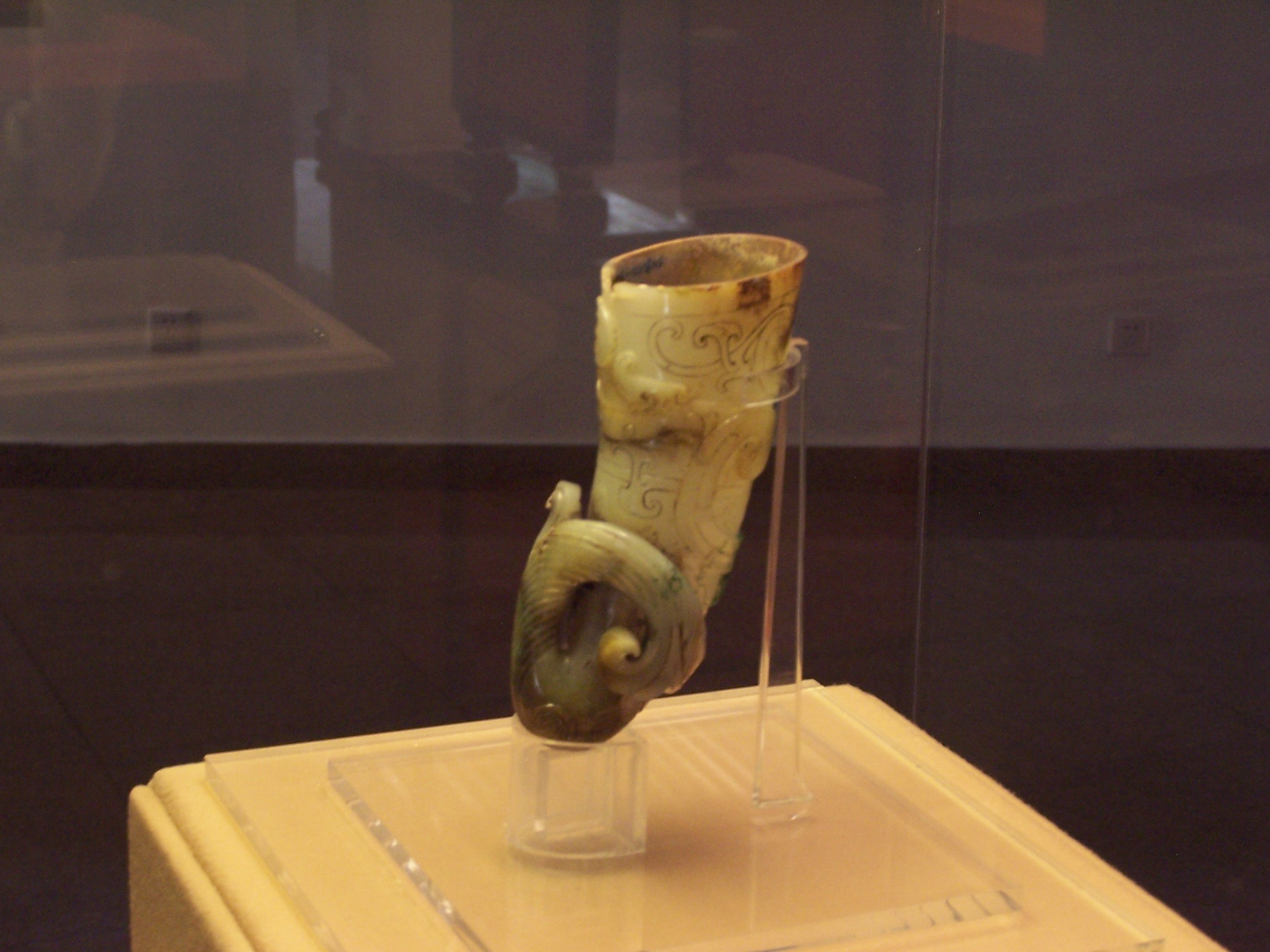
Jiaoxing yubei
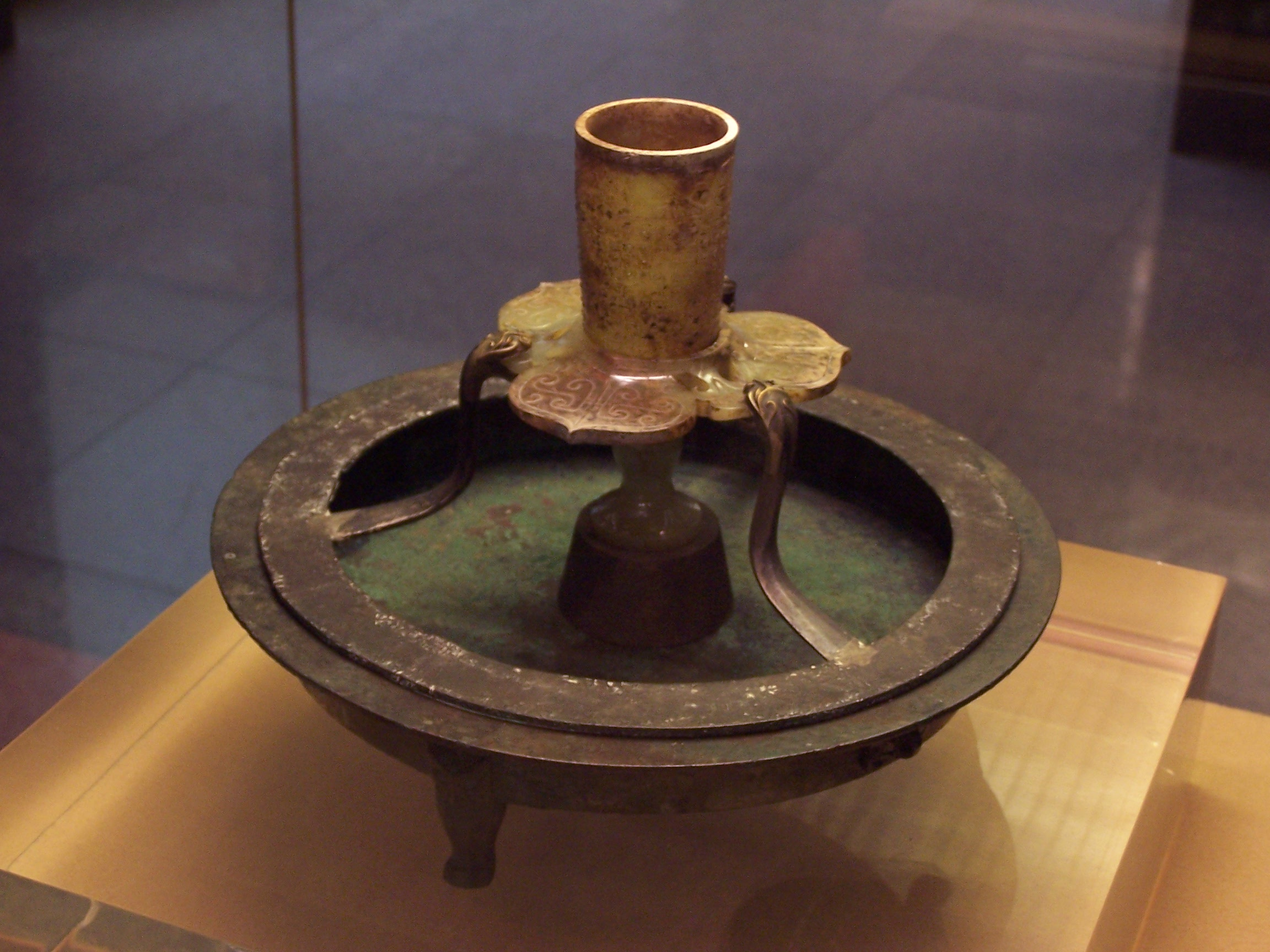
Chengpan gaozu bei
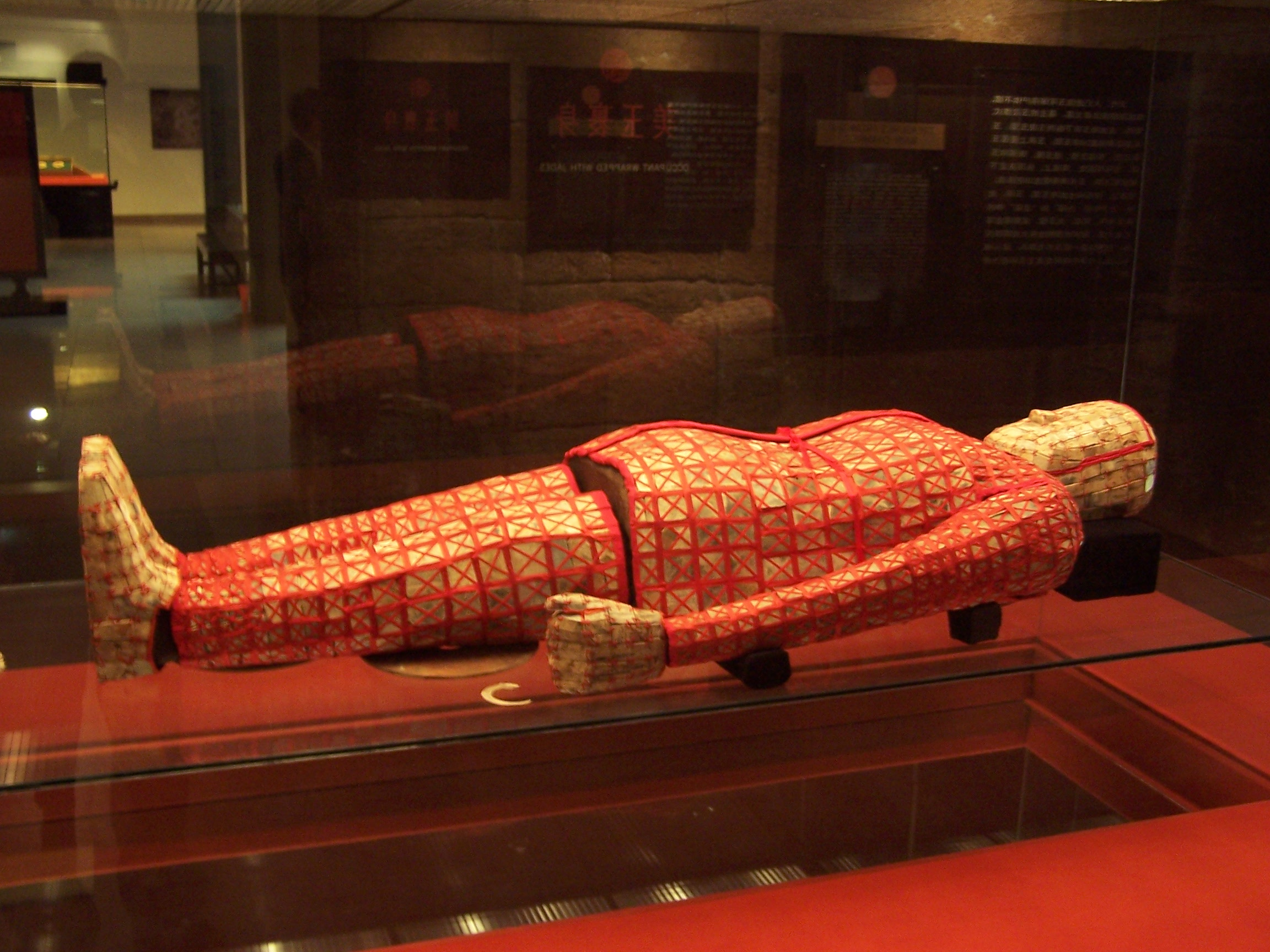
Tuta di sepoltura di giada del re Triệu Mạt (Zhao Mo)
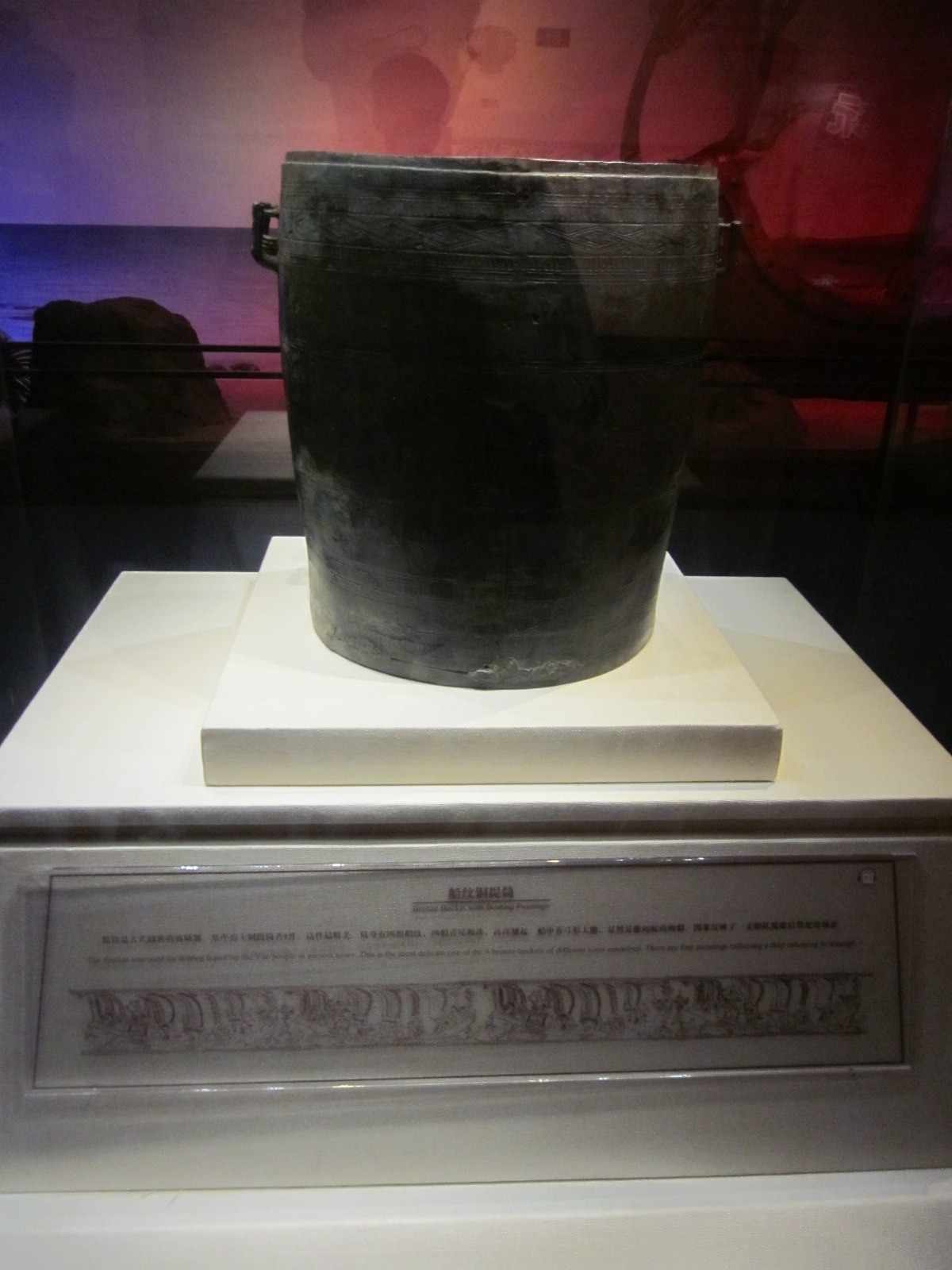
Ơông Sơn vaso di bronzo
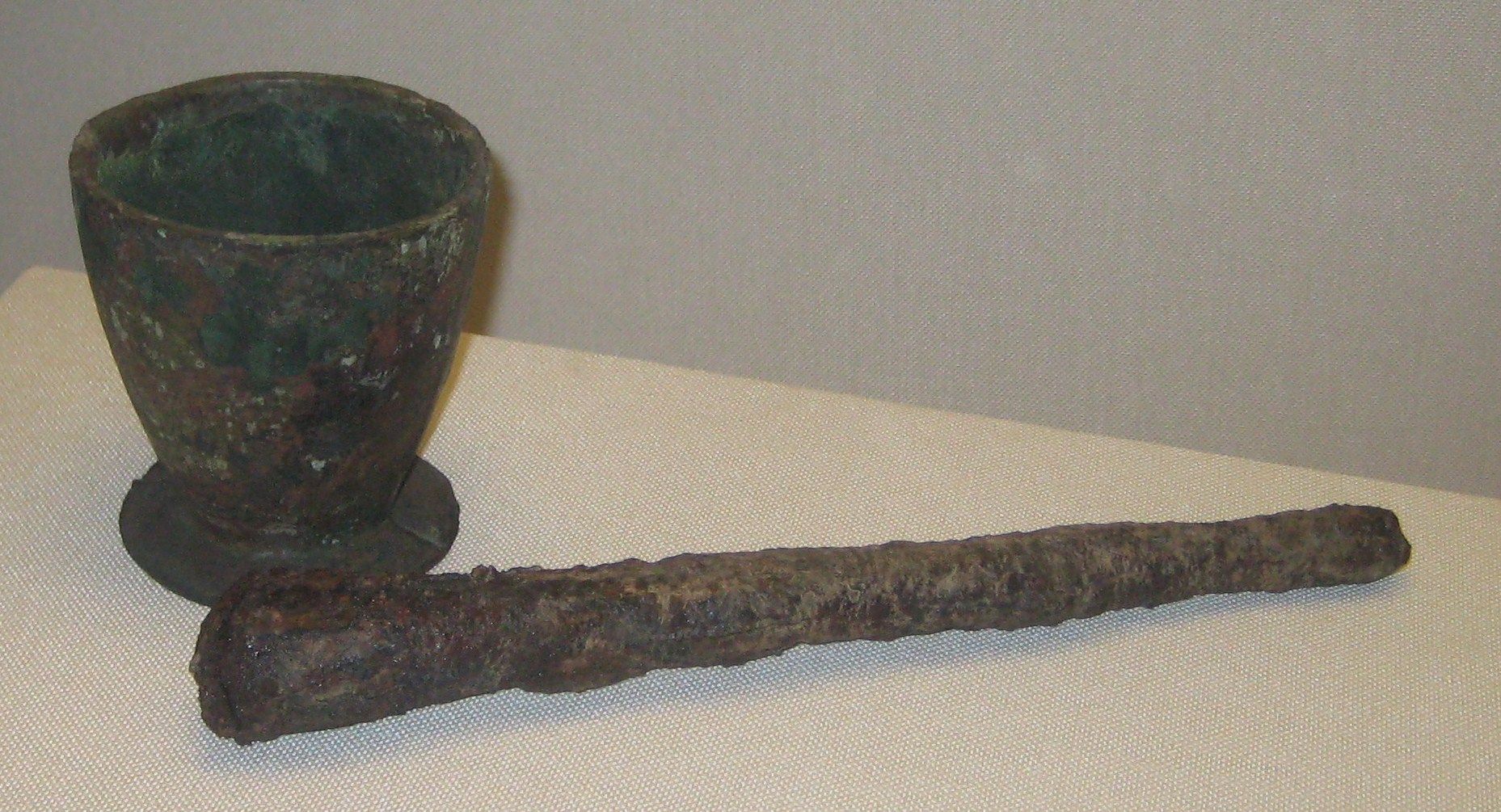
Mortaio e pestello di bronzo
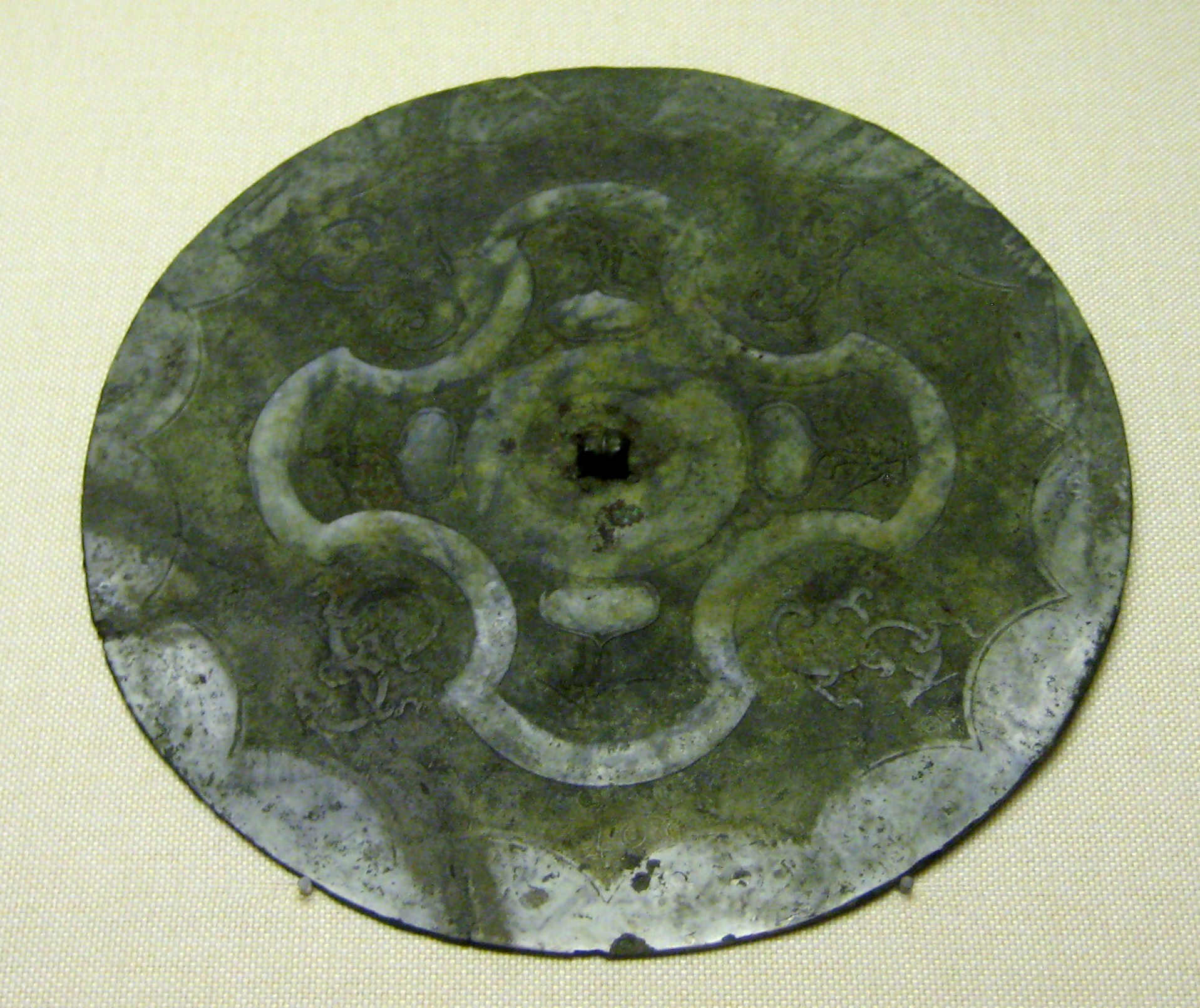
Specchio in bronzo intarsiato con argento
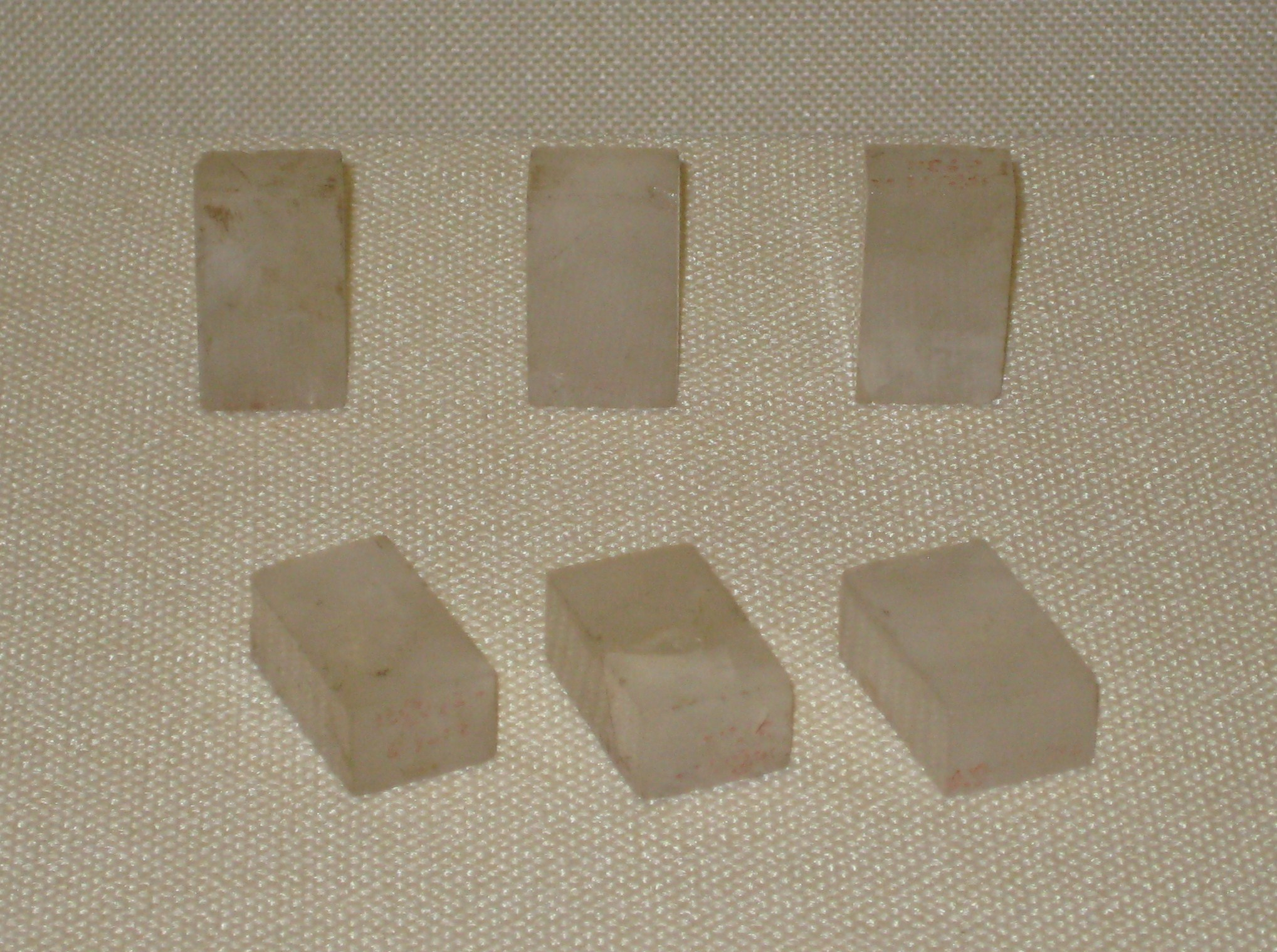
Gioco di Liubo
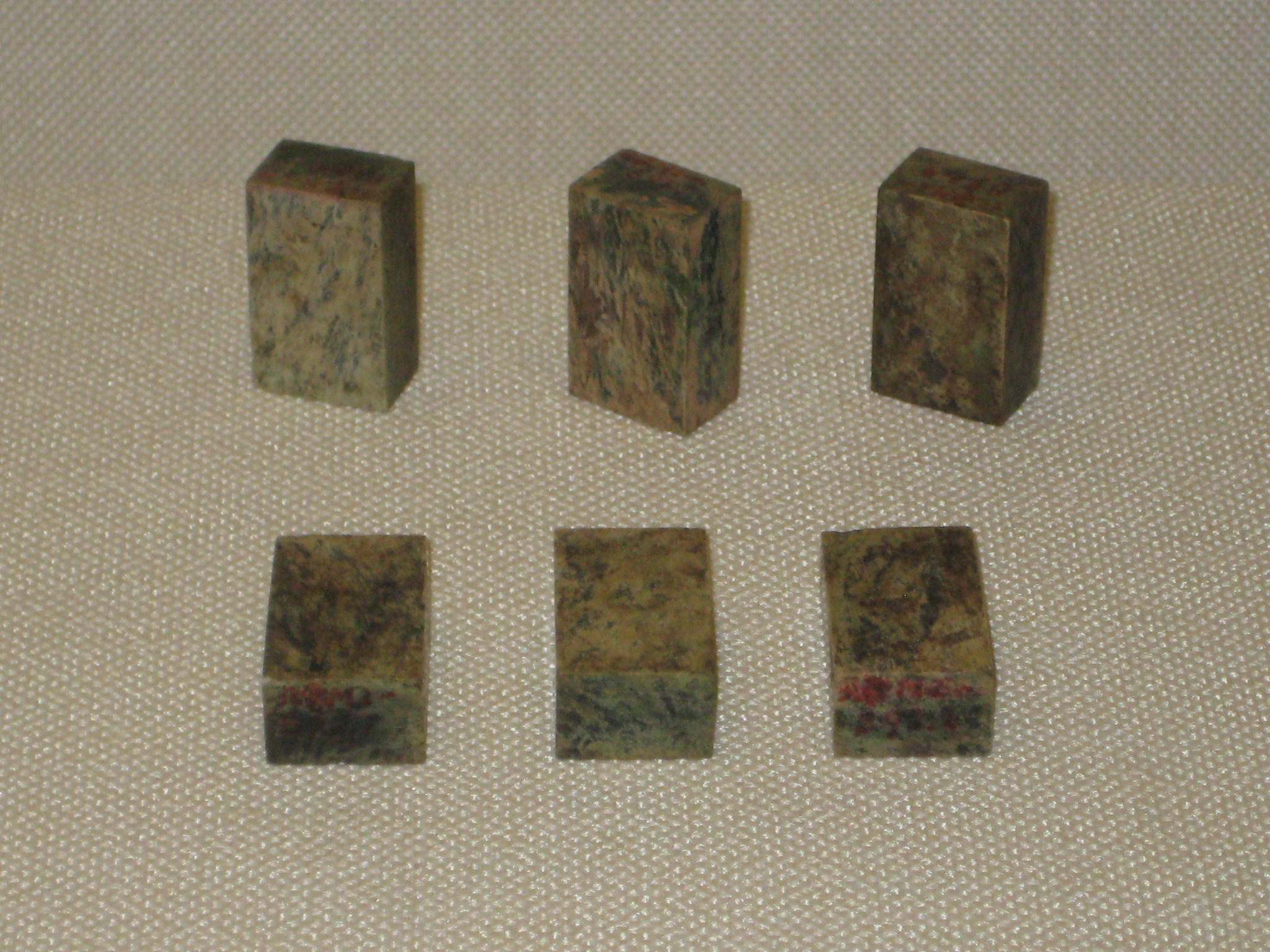
Gioco di Liubo
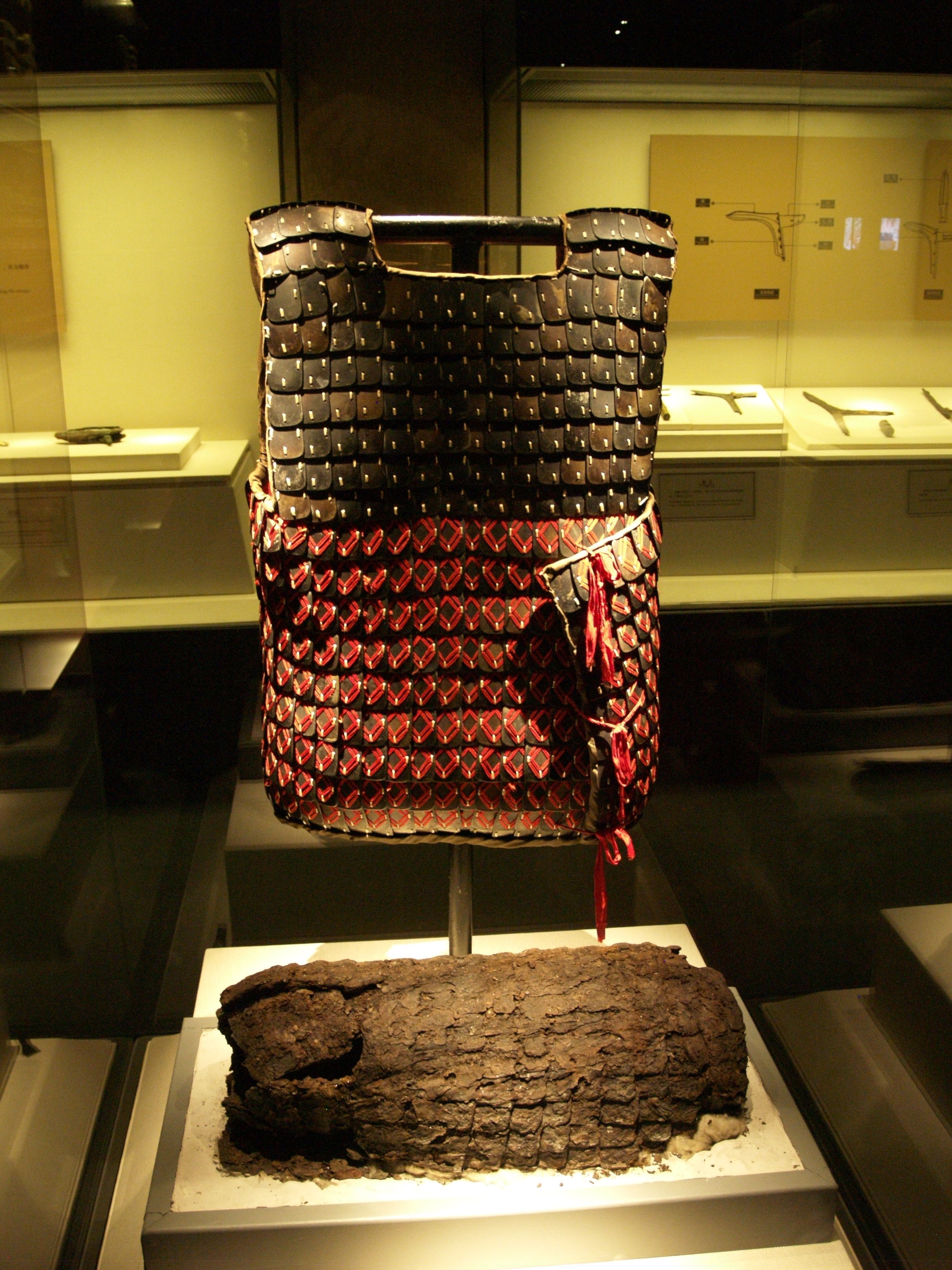
Armatura con replica ricostruita
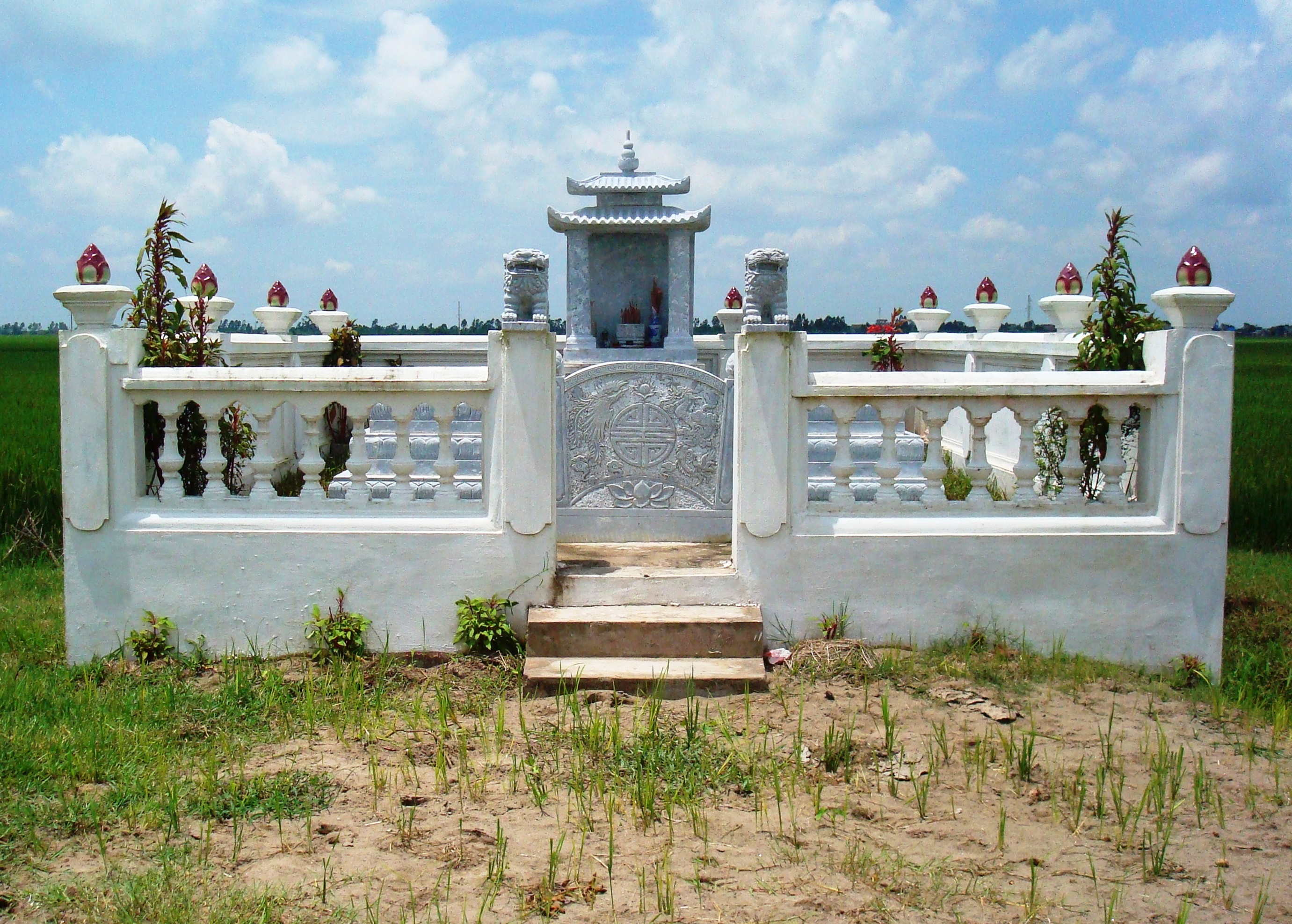
Tomba del primo ministro Lữ Gia (Lü Jia) e del generale Nguyễn Danh Lang